# Abderrahmane Bacha
Abderrahmane Bacha, né le 21 décembre 1999 à  Ben messous , Alger  en Algérie, est un footballeur algérien., Il joue au poste d'avant centre.

## Biographie
Le 30 juin 2022, Abderrahmane Bacha rejoint l'USM Alger qui s'engage pour deux saisons en provenance de la JS Bordj Menaïel. Le 5 février 2023, Bacha est prêté à l'USM Khenchela pour six mois, un transfert de dernière minute qui se concrétise durant les dernières heures du mercato hivernal. Le 15 mars 2024, Bacha inscrit le but de la victoire lors du derby face au CR Belouizdad,. Quatre jours plus tard, Bacha inscrit un nouveau but contre l'ES Sétifienne et délivre une passe décisive à Abdoulaye Kanou après une belle passe en profondeur. Le match s'est terminé par une victoire 2-0. Après avoir été en disgrâce sous l'ancien entraîneur Abdelhak Benchikha, Juan Carlos Garrido l'a ramené et s'est montré satisfait de son nouveau rôle. Mieux encore, Bacha est devenu un titulaire régulier se révélant souvent décisif grâce à ses buts et ses passes décisives.

## Statistiques
| Saison                | Club                  | Championnat           | Championnat | Championnat | Championnat | Coupe(s) nationale(s) | Coupe(s) nationale(s) | Coupe(s) nationale(s) | Compétition(s) continentale(s) | Compétition(s) continentale(s) | Compétition(s) continentale(s) | Compétition(s) continentale(s) | Total | Total | Total |
| Saison                | Club                  | Division              | M.          | B.          | P.d.        | M.                    | B.                    | P.d.                  | Comp.                          | M.                             | B.                             | P.d.                           | M.    | B.    | P.d.  |
| 2022-2023             | USM Alger             | 1                     | 12          | 1           | 0           | -                     | -                     | -                     | C2                             | 4                              | 0                              | 0                              | 16    | 1     | 0     |
| 2023-2024             | USM Alger             | 1                     | 12          | 4           | 2           | 2                     | 0                     | 0                     | C2                             | 2                              | 1                              | 0                              | 16    | 5     | 2     |
| Sous-total            | Sous-total            | Sous-total            | 24          | 5           | 2           | 2                     | 0                     | 0                     | -                              | 6                              | 1                              | 0                              | 32    | 6     | 2     |
| 2022-2023             | USM Khenchela (prêt)  | 1                     | 7           | 0           | 0           | -                     | -                     | -                     | -                              | -                              | -                              | -                              | 7     | 0     | 0     |
| Total sur la carrière | Total sur la carrière | Total sur la carrière | 0           | 0           | 0           | 0                     | 0                     | 0                     | -                              | 0                              | 0                              | 0                              | 0     | 0     | 0     |